# Friedrich Kühle
Friedrich Kühle (* 15. Februar 1791 in Klein Wanzleben; † 3. Mai 1853 in Magdeburg) war ein preußischer Generalmajor.

## Leben

### Herkunft
Er war der Sohn des Halbspänners Johann Adolf Kühle und dessen Ehefrau Marie Elisabeth, geborene Rautenberg.

### Militärkarriere
Nach dem Besuch der Domschule in Halberstadt trat Kühle am 29. März 1809 in das 5. Linien-Infanterieregiment der Armee des Königreichs Westphalen ein. Als Fourier nahm er 1809 während des Feldzuges gegen die Schwarze Schar des Herzogs Friedrich Wilhelm am Gefecht bei Ölper teil. Mitte November 1810 avancierte Kühle zum Sekondeleutnant und stieg bis 6. Januar 1813 zum Kapitän und Kompaniechef bei der Füsiliergarde auf. In dieser Eigenschaft kämpfte Kühle 1813 an der Seite Frankreichs bei der Belagerung von Magdeburg, den Schlachten bei Bautzen und an der Katzbach. Für sein Verhalten während der Völkerschlacht bei Leipzig wurde er mit dem Kreuz der Ehrenlegion ausgezeichnet.
Nach dem Zerfall des Königreichs Westphalen trat Kühle am 20. Januar 1814 in die Preußische Armee über und wurde als Premierleutnant im 1. Elb-Landwehr-Infanterieregiment angestellt. Mit diesem Verband war er bei der Belagerung von Givet, kämpfte bei Ligny und Waterloo. Im Gefecht bei Namur wurde Kühle verwundet und mit dem Eisernen Kreuz II. Klasse ausgezeichnet. Nach dem Ende der Befreiungskriege avancierte er am 9. November 1815 zum Kapitän und wurde am 18. März 1816 dem 1. Pommerschen Infanterie-Regiment Nr. 2 aggregiert. Daran schloss sich am 7. Mai 1816 seine Versetzung zum Magdeburgischen Grenadier-Landwehrbataillon am. Mit der Beförderung zum Major wurde Kühle am 30. Juni 1826 Kommandeur des I. Bataillons im 3. Garde-Landwehr-Regiment. Am 30. März 1839 beauftragte man ihn als Oberstleutnant mit der Führung des 25. Infanterie-Regiments. Am 28. Januar 1840 folgte seine Ernennung zum Regimentskommandeur und am 10. September 1840 die Beförderung zum Oberst. Seine Leistungen in der Truppenführung wurden am 12. September 1842 durch die Verleihung des Roten Adlerordens III. Klasse mit Schleife gewürdigt.
Von seinem Posten als Regimentskommandeur wurde Kühle am 30. Juni 1846 entbunden und anschließend zum Kommandeur der 16. Landwehr-Brigade in Trier ernannt. In dieser Eigenschaft wurde er am 27. März 1847 zum Generalmajor befördert. Am 27. Mai 1848 stellte man Kühle mit der gesetzlichen Pension zur Disposition und bewilligte ihm am 30. März 1850 seinen Abschied.

### Familie
Kühle hatte sich am 19. Dezember 1819 in Magdeburg mit Henriette Wilhelmine Luise Vogler (1798–1875) verheiratet. Aus der Ehe gingen ein Sohn und drei Töchter hervor, darunter:
- Marie ⚭ Karl von Pöllnitz (* 18. September 1807)[1]